# Vaska's complex
Vaska's complex is een complex van iridium met chloor, koolstofmonoxide en trifenylfosfine, met als molecuulformule IrCl(CO)[P(C6H5)3]2. De stof komt voor als een geelgroene kristallijne vaste stof.

## Ontwikkeling
Het complex werd ontwikkeld en beschreven door J.W. DiLuzio en de Estse scheikundige Lauri Vaska in 1961.

## Synthese
De bereiding van Vaska's complex geschiedt door het verhitten van iridium(III)chloride met trifenylfosfine en een koolstofmonoxide-bron. Deze bron is dimethylformamide.
Bij de meest toegepaste methode wordt gebruikgemaakt van dimethylformamide als oplosmiddel. Soms wordt aniline toegevoegd om de reactie te versnellen. Daarnaast wordt ook 2-methoxyethanol als oplosmiddel gebruikt. De reactie gaat door onder een inerte atmosfeer (stikstofgas).
Bij de synthese dient trifenylfosfine als ligand voor iridium en als reductor. De algemene reactie verloopt als volgt:
{\displaystyle \mathrm {IrCl_{3}\cdot 3\ H_{2}O\ +\ 3\ P(C_{6}H_{5})_{3}\ +\ HCON(CH_{3})_{2}\ +\ C_{6}H_{5}NH_{2}} }
{\displaystyle \mathrm {\longrightarrow \ IrCl(CO)[P(C_{6}H_{5})_{3}]_{2}\ +\ [(CH_{3})_{2}NH_{2}]Cl} }
{\displaystyle \mathrm {+\ OP(C_{6}H_{5})_{3}\ +\ [C_{6}H_{5}NH_{3}]Cl\ +\ 2\ H_{2}O} }

## Structuur
In de coördinatieverbinding neemt iridium een vierkant planaire moleculaire geometrie aan, zoals voorspeld door de VSEPR-theorie voor d8-complexen. De trifenylfosfine-liganden liggen trans ten opzichte van elkaar.

## Eigenschappen en toepassingen
Vaska's complex wordt aangewend in de organische synthese. Het kan een oxidatieve additie aangaan en kan dizuurstof reversibel binden.

### Oxidatieve additie
Aangezien er slechts 16 valentie-elektronen aanwezig zijn, wordt dit complex ook wel coördinatief onverzadigd genoemd. Om te voldoen aan de 18-elektronenregel kan het dus gemakkelijk 2 elektronen opnemen of binden met een bepaalde ligand (waarbij ook 2 elektronen gedoneerd worden). Een dergelijke additie van elektronen wordt een oxidatieve additie genoemd. Hierbij stijgt de oxidatietoestand van iridium van +I tot +III. Het aanvankelijk vierkant planaire complex gaat nu over in een octaëdrische structuur.
Vaska's complex ondergaat dergelijke oxidatieve addities zeer gemakkelijk, onder andere met halogenen, sterke zuren (zoutzuur) en elektrofiele moleculen, zoals joodmethaan.

### Interactie met dizuurstof
Een bijzondere eigenschap van het complex is dat het reversibel bindt met dizuurstof, hetgeen ook volgt uit het elektrondeficiënte karakter van het complex:
{\displaystyle \mathrm {IrCl(CO)[P(C_{6}H_{5})_{3}]_{2}\ +\ O_{2}\leftrightarrow \ IrCl(CO)[P(C_{6}H_{5})_{3}]_{2}O_{2}} }
Het dizuurstofligand wordt via beide zuurstofatomen tegelijk gebonden aan iridium via een soort zijdelingse binding. Dit in tegenstelling tot de binding in bijvoorbeeld hemoglobine, waarbij slechts 1 zuurstofatoom bindt. De kleur van het complex wijzigt hierbij van geelgroen tot oranje. De reactie kan omgekeerd worden door het complex te verhitten in benzeen.